# Ekers Raposo
Ekers Ernesto Raposo Peña (ur. 3 marca 1967) – dominikański judoka. Olimpijczyk z Barcelony 1992, gdzie zajął 36. miejsce w wadze półlekkiej
Uczestnik mistrzostw świata w 1991 i 1993. Wicemistrz igrzysk Ameryki Środkowej i Karaibów w 1990 i trzeci w 1993 roku.

## Letnie Igrzyska Olimpijskie 1992
| Konkurencja | Eliminacje                 | Klas. końcowa |
| Konkurencja | Przeciwnik I               | Miejsce       |
| ----------- | -------------------------- | ------------- |
| 65 kg       | Jean Pierre Cantin (CAN) P | 36.           |